# Патарниеки
Па́тарниеки (латыш. Patarnieki; ранее также Патерниеки, Патерники — латыш. Pāternieki, Paterniki) — населённый пункт в Краславском крае Латвии, в составе Пиедруйской волости. Расположен на правом берегу реки Росицы, на автодороге A6, у государственной границы с Беларусью. Расстояние от волостного центра — села Пиедруя — составляет 9 км, от краевого города Краслава — 33 км.
В 2 км к востоку от населённого пункта расположен одноимённый автомобильный пункт пропуска на белорусско-латвийской границе. С белорусской стороны ему соответствует пункт пропуска «Григоровщина». После закрытия в сентябре 2023 года международного автомобильного пункта пропуска в Силене это единственное место, где можно пересечь на автомобиле границу Латвии с Беларусью.
В советское время населённый пункт входил в состав Краславского района.